# Silene cariensis
Silene cariensis är en nejlikväxtart. Silene cariensis ingår i släktet glimmar, och familjen nejlikväxter.

## Underarter
Arten delas in i följande underarter:
- S. c. cariensis
- S. c. muglae